# هالة قضماني
هالة قضماني (بالفرنسية: Hala Kodmani)‏ هي صحفية فرنسية - سورية تعيش وتعمل في فرنسا. هي أيضاً مترجمة ومستشارة في التواصل. 

## السيرة المهنية
كانت سابقاً المرافقة (المستشارة) الصحفية لبطرس بطرس غالي في المنظمة العالمية للفرنكوفونية، والمعاونة السابقة لمبعوث الجمعية العربية إلى باريس، وهي هذه الايام مسؤولة المواضيع التي تنشر عن سوريا في جريدة ليبراسيون الفرنسية، بعد أن كانت مديرة التحرير العربي لقناة فرانس 24.

## عائلتها
هي أخت بسمة قضماني، إحدى مؤسسي (المستشارية الوطنية السورية) التي تعتبر منظمة سورية معارضة توجد في باريس.

## كتبها
- سوريا الموعودة، أكت سود، 2014 (باللغة الفرنسية)
- وحيدة في الرقة، إكواتور، 2017 (باللغة الفرنسية)